# Thomas Köhre
Thomas Köhre (* 28. Oktober 1976 in Leipzig) ist ein deutscher Sachbuchautor und Journalist.
Köhre verfasst Sachbücher, die sich mit Computer-Technik und Internet-Technologien befassen. Einige Werke wurden übersetzt und erschienen als Lizenzausgaben etwa in Russland oder Ungarn. Für verschiedene Verlage wie den Auerbach Verlag in Leipzig und Onlinemedien wie LCM-Network und Onlinekosten.de war er als Redakteur tätig.

## Werdegang
Köhre beschäftigte sich bereits während seiner Schulzeit Ende der 1980er Jahre mit Heimcomputern. Er lernte mit BASIC seine erste Programmiersprache und besuchte regelmäßig das Computerkabinett des Hauses der Jungen Pioniere „Georg Schwarz“ in Leipzig. Nach dem Abitur 1995 studierte er Wirtschaftsinformatik und Betriebswirtschaftslehre an der Universität Leipzig. Während seines Studiums begann er mit seiner Tätigkeit als Journalist zunächst für verschiedene Onlineportale. Ab 2001 schrieb er für den Markt+Technik Verlag und veröffentlichte dort mehr als ein Dutzend verschiedene Sachbücher, hauptsächlich über das Thema Hard- und Software. Sein Netzwerk-Buch Wireless LAN & DSL erschien in fünf Auflagen. Seine Bücher wurden in vier Sprachen übersetzt. 
Köhre wohnt in Leipzig und arbeitet als freier Journalist für das Redaktionsbüro Die Schreibfabrik.

## Veröffentlichungen (Auswahl)
- Der optimale Spiele-PC. Markt & Technik, 2001, ISBN 3-8272-5957-6.
- Windows XP- und Hardware-Tuning. Markt & Technik, 2003, ISBN 978-3-8272-6349-0.
- CDs und DVDs brennen mit Nero 6. Markt & Technik, 2004, ISBN 978-3-8272-6482-4.
- Google. Alles finden und viele Tricks. Markt & Technik, 2004, ISBN 978-3-8272-6632-3.
- Wireless LAN. Das kabellose Netzwerk. Markt & Technik, 2004, ISBN 978-3-8272-6631-6.
- Wireless LAN. Das kabellose Netzwerk. Markt & Technik, 2004, ISBN 978-3-8272-6518-0.
- Das vernetzte Haus – PC, HiFi, DVB-T, DSL, ISDN, VoIP, Game. Markt & Technik, 2005, ISBN 978-3-8272-6957-7.
- Start mit dem Notebook. Von Windows über Wireless bis Webcam. Markt & Technik, 2005, ISBN 978-3-8272-6996-6.
- Start mit dem Notebook. Von Windows bis Wireless. Markt & Technik, 2005, ISBN 978-3-8272-6779-5.
- Wireless LAN. Das kabellose Netzwerk. Markt & Technik, 2005, ISBN 978-3-8272-6856-3.
- Nero 7 Premium. Die große Brennwerkstatt. Markt & Technik, 2006, ISBN 978-3-8272-6963-8.
- Wireless LAN & DSL. 11 Workshops für das kabellose Netzwerk. Markt & Technik, 2006, ISBN 978-3-8272-4041-5.
- Nero 7 Premium reloaded. Die große Brennwerkstatt. Markt & Technik, 2007, ISBN 978-3-8272-4206-8.
- Start mit dem Notebook. Von Windows über Wireless bis Webcam. Markt & Technik, 2007, ISBN 978-3-8272-4209-9.
- Start mit dem Notebook. Von Windows Vista über Wireless bis WWW. Markt & Technik, 2007, ISBN 978-3-8272-4276-1.
- Wireless Lan & DSL. Das Handbuch für Heim-Netzwerke. Markt & Technik, 2008, ISBN 978-3-8272-4281-5.

### Lizenzausgaben
- Stavíme si bezdrátovou sít' Wi-fi. Computer Press, Brünn 2004, ISBN 80-251-0391-9.
- Nero 6 : nagrywanie płyt CD i DVD. Wydawn, Warschau 2004, ISBN  83-7243-397-6.
- CD- és DVD-írás Nero 6-tal. Panem, Budapest 2005, ISBN 963-545-433-3.
- Noutbuk ot A do Ja. NT Press, Moskau 2007, ISBN 978-5-477-00576-5.